# داویت توروسیان
داویت وارانتسی توروسیان (ارمنی: Դավիթ Վարանցի Թորոսյան؛ زادهٔ ۲۳ سپتامبر ۱۹۵۰ در ایروان، ارمنستان شوروی) یک بوکسور مدال‌آور بازنشسته المپیکی اهل ارمنستان است.

## زندگی‌نامه
پس از پیوستن به تیم ملی بوکس اتحاد شوروی موفق به کسب مدال برنز در بازی‌های المپیک تابستانی ۱۹۷۶ در مونترال شد.
توروسیان پس از بازنشستگی به مربیگری در ارمنستان پرداخت.
دیرتر وی به ایالات متحده آمریکا مهاجرت نمود و در شهر گلندیل، کالیفرنیا ساکن شد. وی وانس مارتیروسیان بوکسور ارمنی-آمریکایی را که در بازی‌های المپیک تابستانی ۲۰۰۴ به رقابت پرداخت مربیگری نمود.